# Podagrion quinquis
Podagrion quinquis är en stekelart som beskrevs av Hoffmeyer 1929. Podagrion quinquis ingår i släktet Podagrion och familjen gallglanssteklar. Inga underarter finns listade i Catalogue of Life.